# Lypovets
Lypovets (em ucraniano:  Липовець) é uma cidade da Ucrânia, situada no Oblast de Vinnytsia. Tem 10,33 km² de área e sua população em 2020 foi estimada em 8.181 habitantes.